# Per voi giovani
 Per voi giovani était une émission de radio italienne de musique rock et pop transmise par la Rai Radio de 1966 à 1976,.

## Articles annexes
- Chanson italienne
- Bandiera gialla